# Ambassade du Laos en France
L'ambassade du Laos en France est la représentation diplomatique de la République démocratique populaire lao auprès de la République française. Elle est située 74, avenue Raymond-Poincaré dans le 16e arrondissement de Paris, la capitale du pays. Son ambassadeur est, depuis 2022, Kham-Inh Khitchadeth.

## Ambassadeurs du Laos en France
| Date de nomination                                                       | Date de nomination                                                       | Date de remise des lettres de créance                                    | Date de remise des lettres de créance                                    | Diplomate                                                                |
| En qualité d'ambassadeurs extraordinaires et ministres plénipotentiaires | En qualité d'ambassadeurs extraordinaires et ministres plénipotentiaires | En qualité d'ambassadeurs extraordinaires et ministres plénipotentiaires | En qualité d'ambassadeurs extraordinaires et ministres plénipotentiaires | En qualité d'ambassadeurs extraordinaires et ministres plénipotentiaires |
| ------------------------------------------------------------------------ | ------------------------------------------------------------------------ | ------------------------------------------------------------------------ | ------------------------------------------------------------------------ | ------------------------------------------------------------------------ |
| ?                                                                        |                                                                          | 9 mai 1990                                                               | [ JORF 1 ]                                                               | Khammounheuang Phoune                                                    |
| ?                                                                        |                                                                          | 4 mai 1995                                                               | [ JORF 2 ]                                                               | Khamphanh Simmalavong                                                    |
| ?                                                                        |                                                                          | 26 mars 2002                                                             | [ JORF 3 ]                                                               | Soutsakhone Pathammavong                                                 |
| ?                                                                        |                                                                          | 2 juillet 2010                                                           | [ JORF 4 ]                                                               | Khouanta Phalivong                                                       |
| ?                                                                        |                                                                          | 8 juillet 2014                                                           | [ JORF 5 ]                                                               | Ouan Phommachack                                                         |
| ?                                                                        |                                                                          | 23 février 2017                                                          | [ JORF 6 ]                                                               | Yong Chanthalangsy                                                       |
| ?                                                                        |                                                                          | 22 juillet 2022                                                          | [ JORF 7 ]                                                               | Kham-Inh Khitchadeth                                                     |